# Logiciel librement redistribuable
Un logiciel librement redistribuable est un logiciel où n'importe qui peut le repartager. Le terme est utilisé pour désigner deux types de logiciels à redistribuer gratuitement, qui se distinguent par leurs modifications et leurs limitations quant à leur utilisation. Il y a ceux dont le code source peut légalement être modifiés et utilisés pour n’importe quel usage, tout comme les logiciels libres D'autres ne peuvent pas être modifié. Ils se présentent généralement sous la forme d'un fichiers binaires exécutables et sont notamment utilisés par des éditeurs de logiciels propriétaires et par leurs auteurs pour présenter leurs travaux ou pour encourager l'utilisateur à acheter des produits complets (en version shareware ou de démonstration) .  

## Utilisation
Dans les cas de microprogramme, il est souvent accepté par les grands système d'exploitation open source tels qu'OpenBSD d'inclure un microprogramme binaire d'un périphérique dans la distribution à condition que ledit microprogramme ne s'exécute que sur le périphérique externe en question, et non sur le processeur principal sur lequel le système d'exploitation s'exécute. Toutefois, pour qu'une telle inclusion soit en place, le micrologiciel binaire doit être distribué sous une licence adéquate  telle que ISC ou BSD, et ne nécessite pas la mise en place d'un contrat discriminatoire. Un manque de licence de ce type explique pourquoi les périphériques sans fil d'Intel Corporation ne fonctionnent pas immédiatement dans presque toutes les distributions, alors que les cartes sans fil  fonctionnent parfaitement.